# Пре-дредноути типу «Кірсардж»
Пре-дредноути типу «Кірсардж» —  тип пре-дредноутів ВМС США у 1890-тих.

## Конструкція

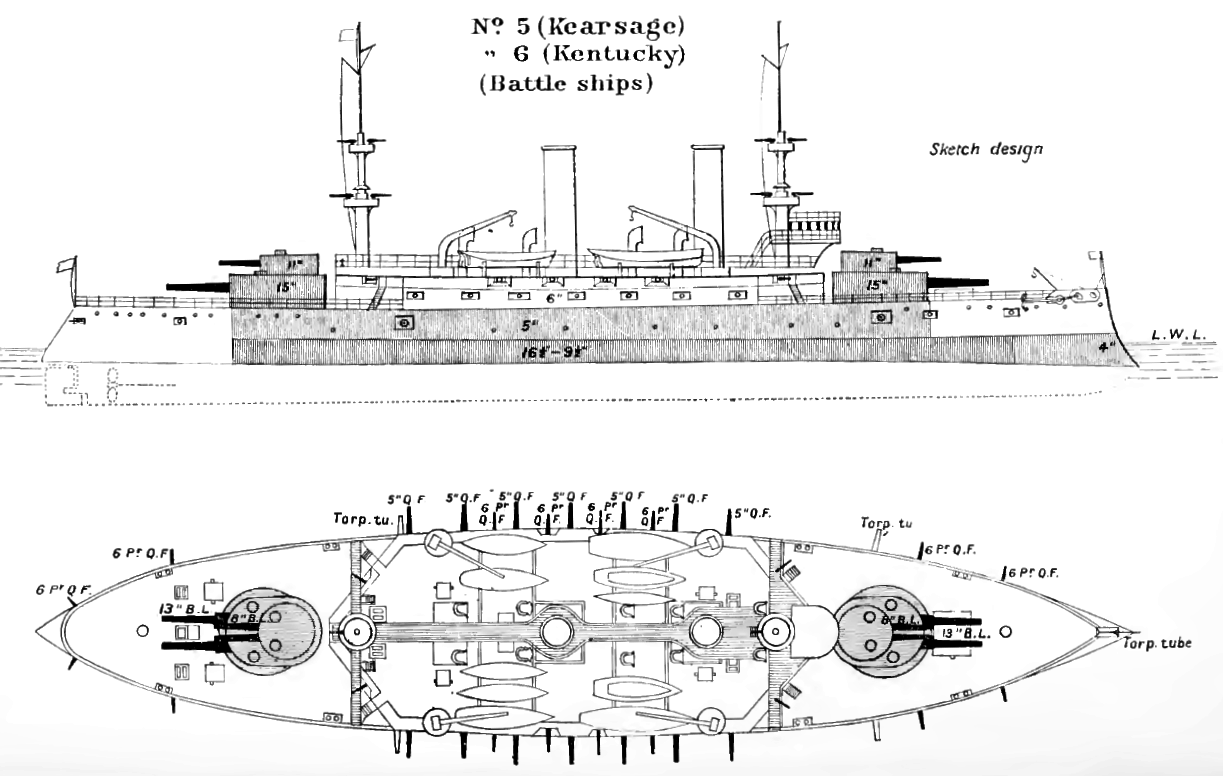
Схема корабля

Два кораблі — «Кірсардж» та «Кентуккі» були компромісом між конструкціями двох попередніх типів американських лінійних кораблів, типу «Індіана» з низьким надводним бортом та високобортним «Айова», хоч водночас проєкт передбачав декілька вдосконалень. Зокрема, кораблі отримали нові швидкострільні гармати та покращений броньовий захист, але найбільш оригінальною особливістю конструкції було встановлення «двоповерхових» башт, коли башта з 8-дюймовою (203-міліметровою) гарматою була встановлена на даху 13-дюймової (330-міліметрової) башти головного калібру. Кораблі, однак, потерпали через низку технічних проблем, зокрема їх допоміжні гармати були встановлені надто на корпусі, та проблеми з функціонуванням башт, які, втім пізніше встановили також на пре-дредноутах типу «Вірджинія» на початку 1900-х, з також негативним результатом.

## Служба
«Кірсардж» був флагманом Північно-Атлантичної ескадри після входу у стрій, у той час, як «Кентуккі» спочатку був направлений до Східної Азії. У 1904 році «Кірсардж» був тимчасово включений до Європейської ескадри, де також став її флагманом.  Обидва кораблі повернулися до складу Північно-Атлантичної ескадри у 1905 році, а у 1906 «Кентуккі» перевіз морських піхотинців до Куби під час заворушень у цій країні. Обидва кораблі були учасниками навколосвітнього походу Великого Білого флоту у 1907 - 1908 роках. Після повернення пройшли модернізацію протягом 1909-1911 років, після чого виведені у резерв.  Обидва кораблі були виведені з резерву у середині 1915 року, «Кірсардж» для виконання функцій навчального корабля, а  «Кентуккі» взяв участь у окупації Веракруса.
Після вступу США у Першу світову війну у квітні 1917 року  обидва кораблі використовувались як навчальні для забезпечення швидко зростаючого флоту. Після завершення війни, у 1920 році їх виключили зі складу флоту. «Кентуккі» був проданий для утилізації у 1922 році, а «Кірсардж» був перетворений на плавучий кран. У цій якості він прослужив ще 20 років і остаточно був списаний  1955 року.

## Представники
| Назва                | Номер | Верф                      | Закладений          | Спущений на воду     | Вступив у стрій     | Доля                                                                        |
| -------------------- | ----- | ------------------------- | ------------------- | -------------------- | ------------------- | --------------------------------------------------------------------------- |
| «Кірсардж» Kearsarge | BB-5  | Newport News Shipbuilding | 30 червня 1896 року | 24 березня 1898 року | 15 травня 1900 року | Перетворений на плавучий кран у 1920 році Зданий на злам 9 серпня 1955 року |
| «Кентуккі» Kentucky  | BB-6  | Newport News Shipbuilding | 30 червня 1896 року | 24 березня 1898 року | 15 травня 1900 року | Виведений зі складу флоту 29 травня 1920 року Зданий на злам у 1923 році    |